# Марбелья
Марбелья (ісп. Marbella) — муніципалітет в Іспанії, у складі автономної спільноти Андалусія, у провінції Малага. Населення — 156 295 особи (2023).
Муніципалітет розташований на відстані близько 450 км на південь від Мадрида, 48 км на південний захід від Малаги.
На території муніципалітету розташовані такі населені пункти: (дані про населення за 2010 рік)
- Марбелья: 87990 осіб
- Нуева-Андалусія: 14441 особа
- Сан-Педро-де-Алькантара: 33891 особа

## Демографія
Динаміка населення (INE ):

## Цікаві факти
- Місце відпочинку та скуповування нерухомості багатими вихідцями з колишнього СРСР.

- Журналістка Тетяна Чорновол з’ясувала, що у муніципалітеті Марбелья розташовані апартаменти українського промисловця та політика Сергія Тулуба, які відсутні у його декларації про доходи. Також у цьому окрузі знаходяться апартаменти, записані на сина Сергія Тулуба та його дружину. Загальна вартість цієї нерухомості, за даними пані Чорновол, перевищує один мільйон євро.[5]
- Тут деякий час жив і похований львівянин Мухаммед Асад.

## Галерея

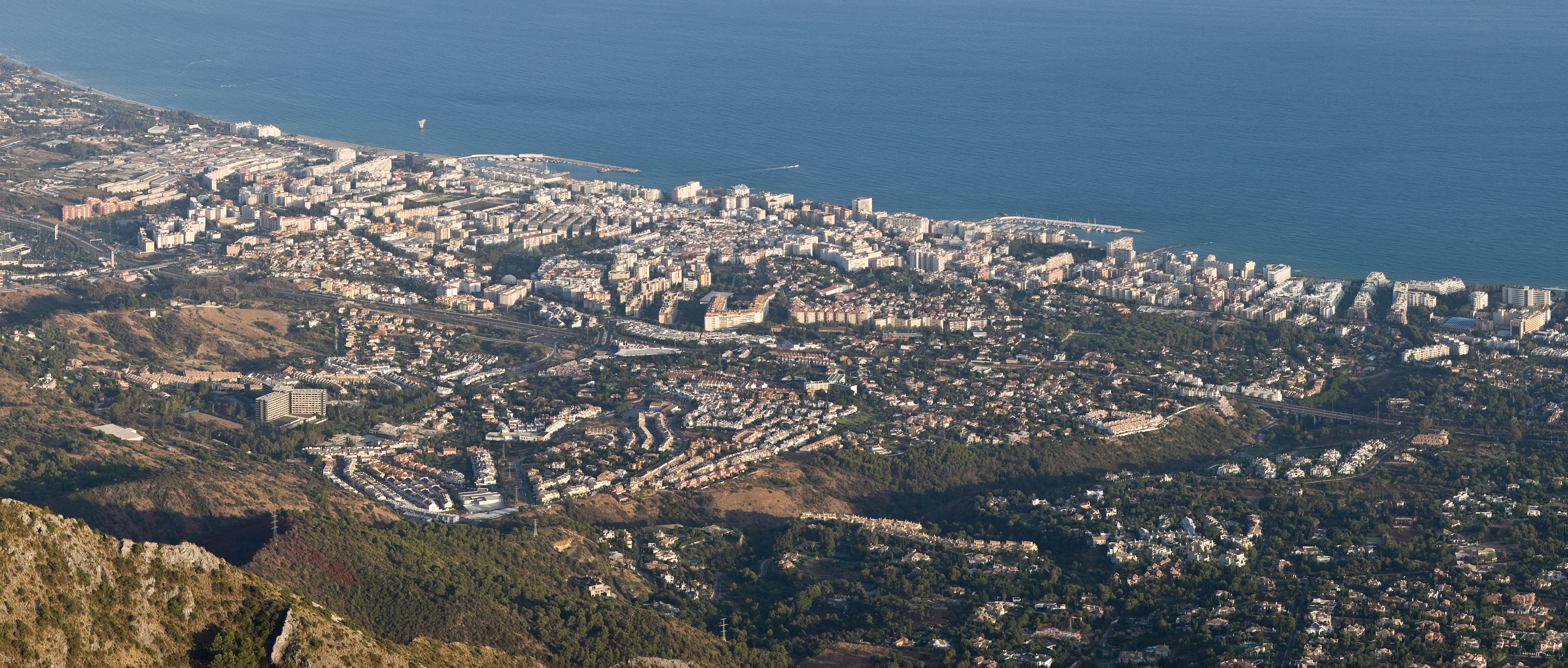
Марбелья
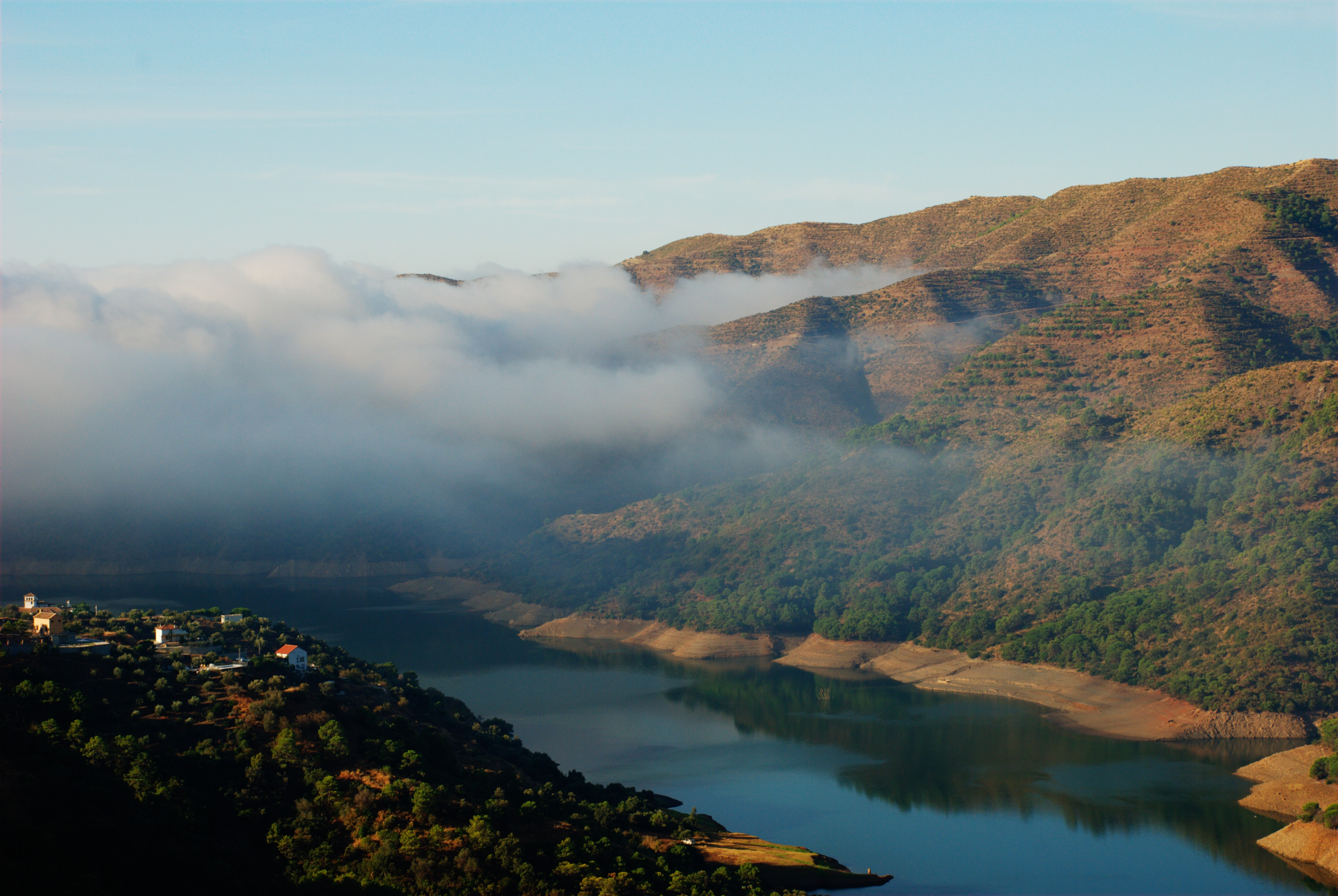
Водосховище Ла-Консепсьйон
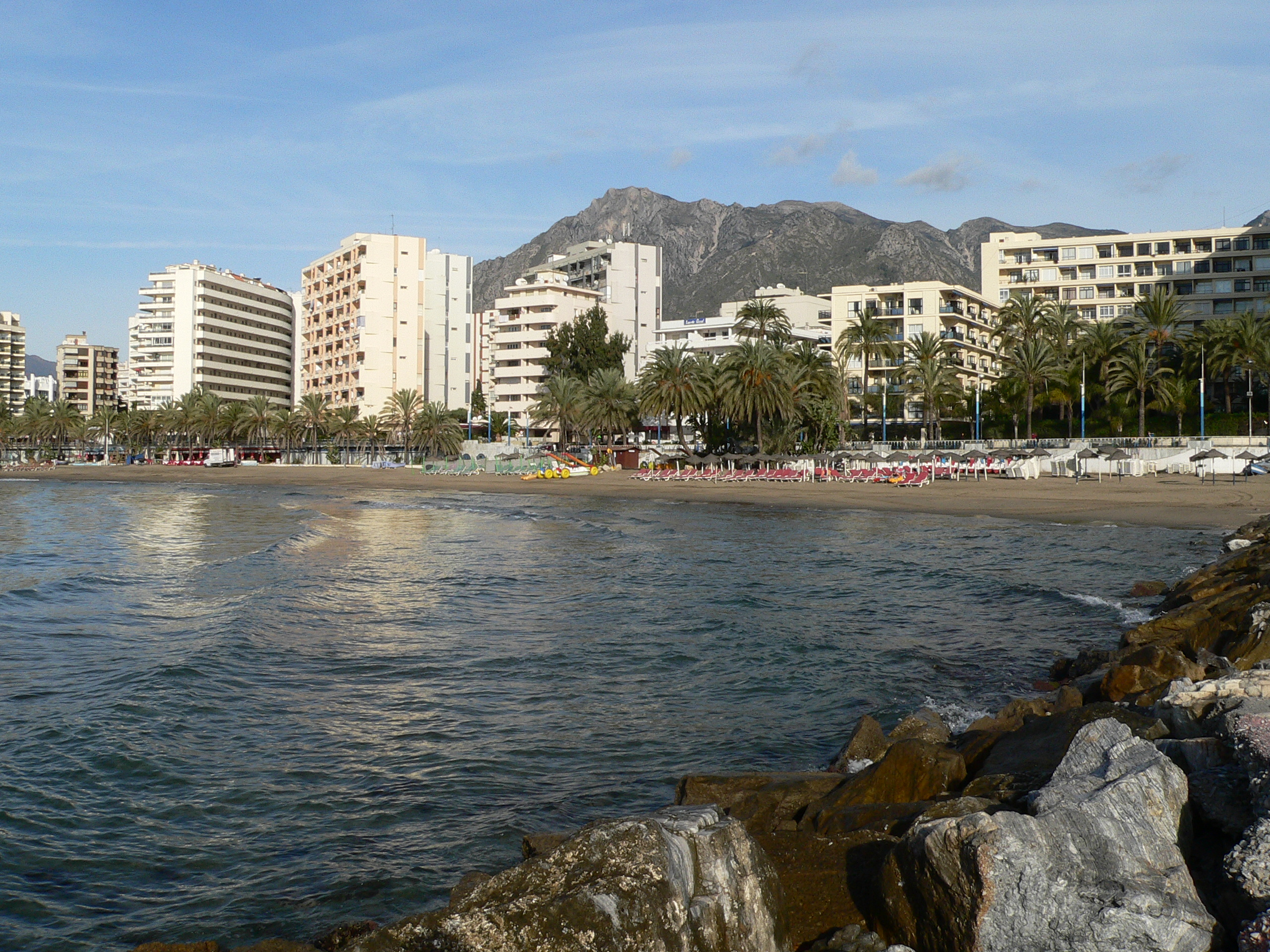
Марбелья, вид з моря
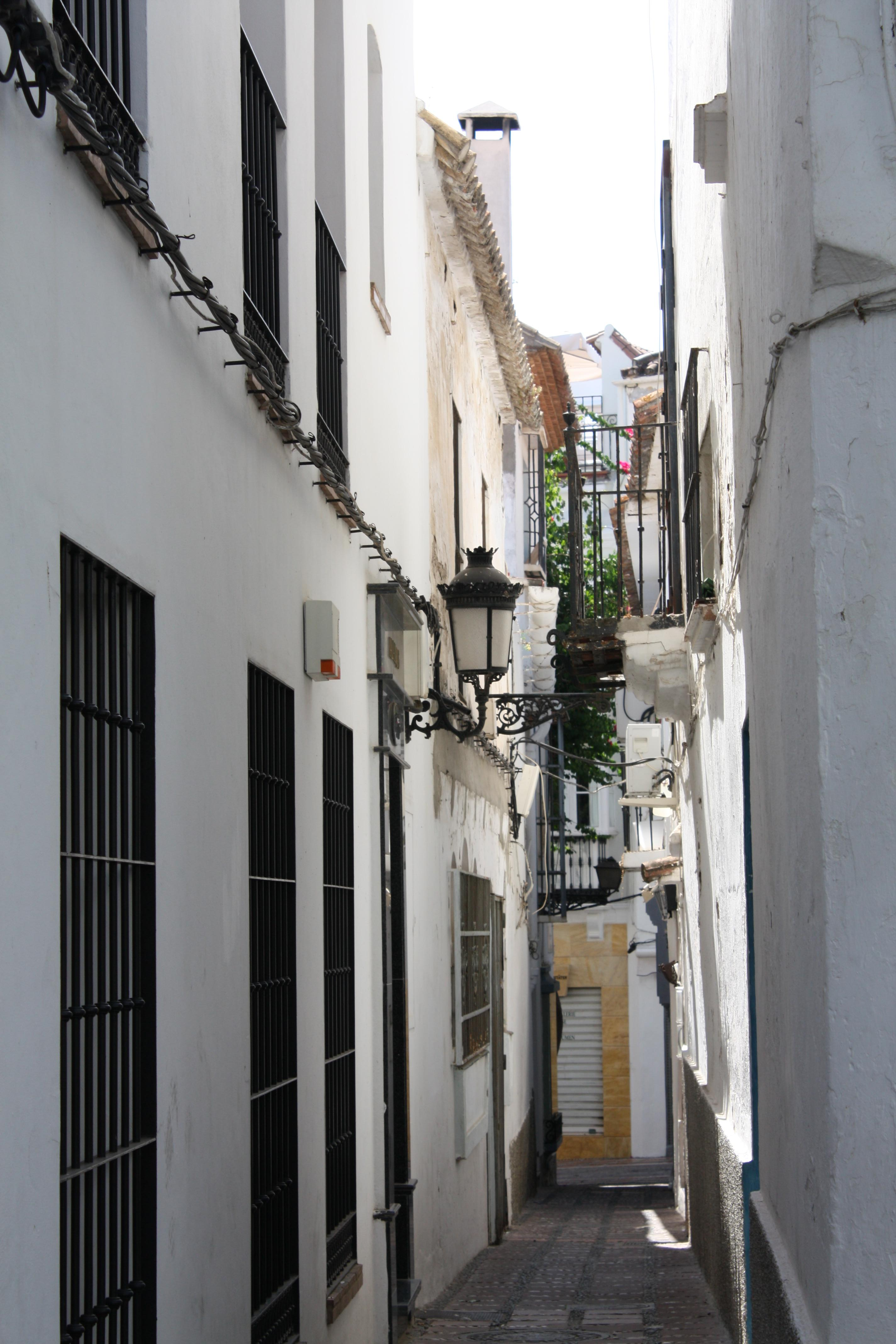
В історичній частині міста Марбелья
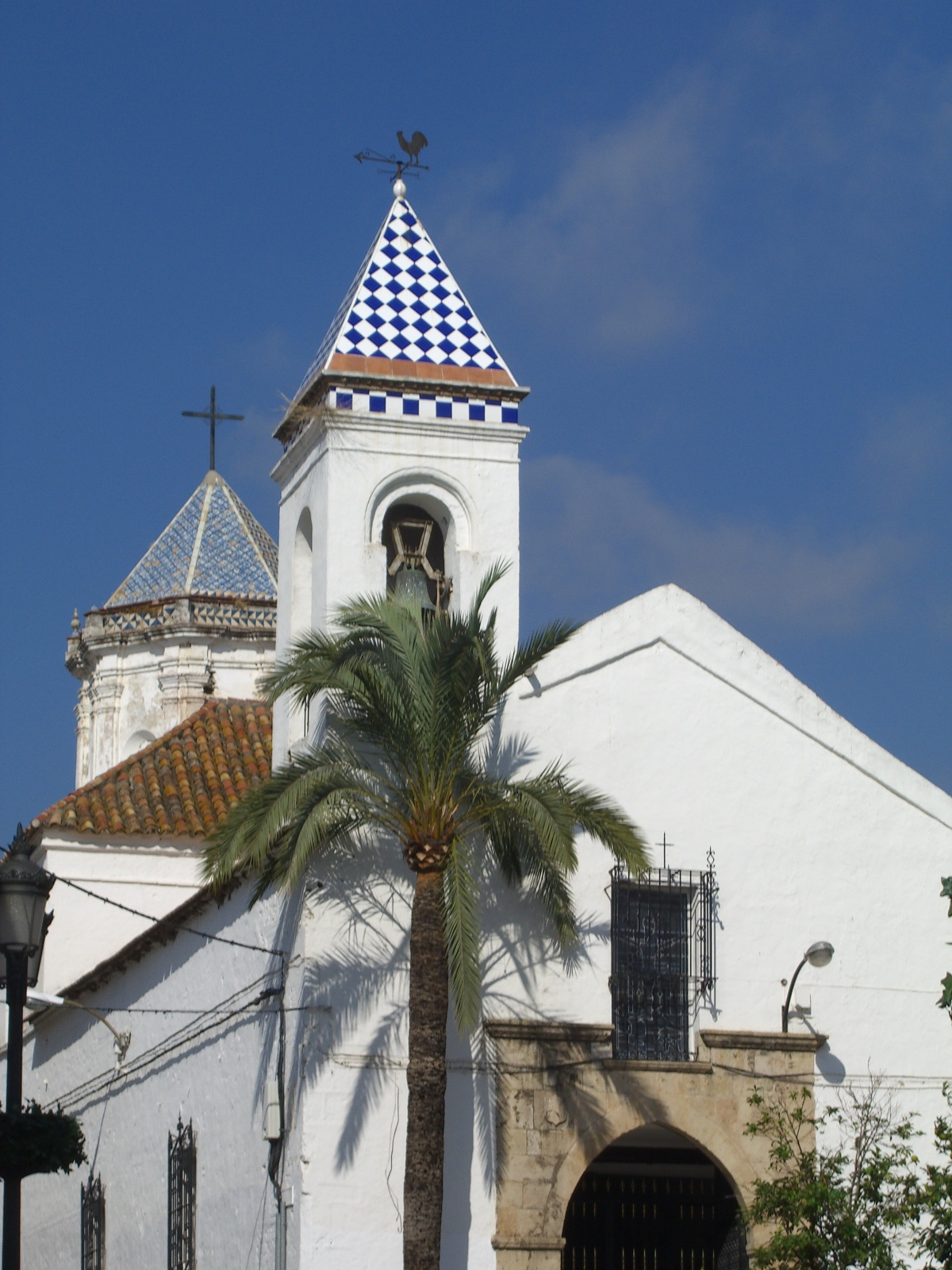
Каплиця Санто-Крісто-де-ла-Вера-Крус
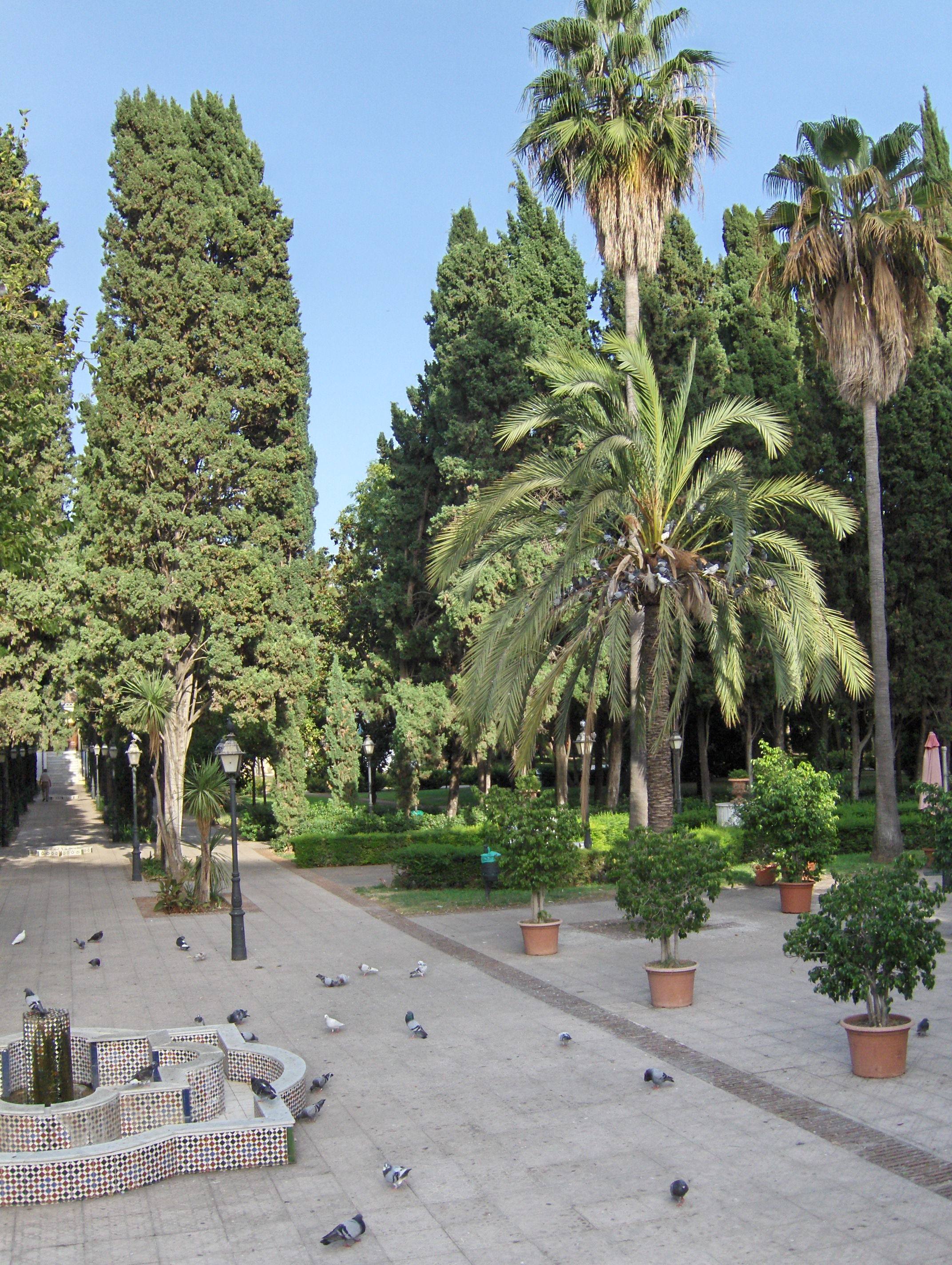
Парк Конституції
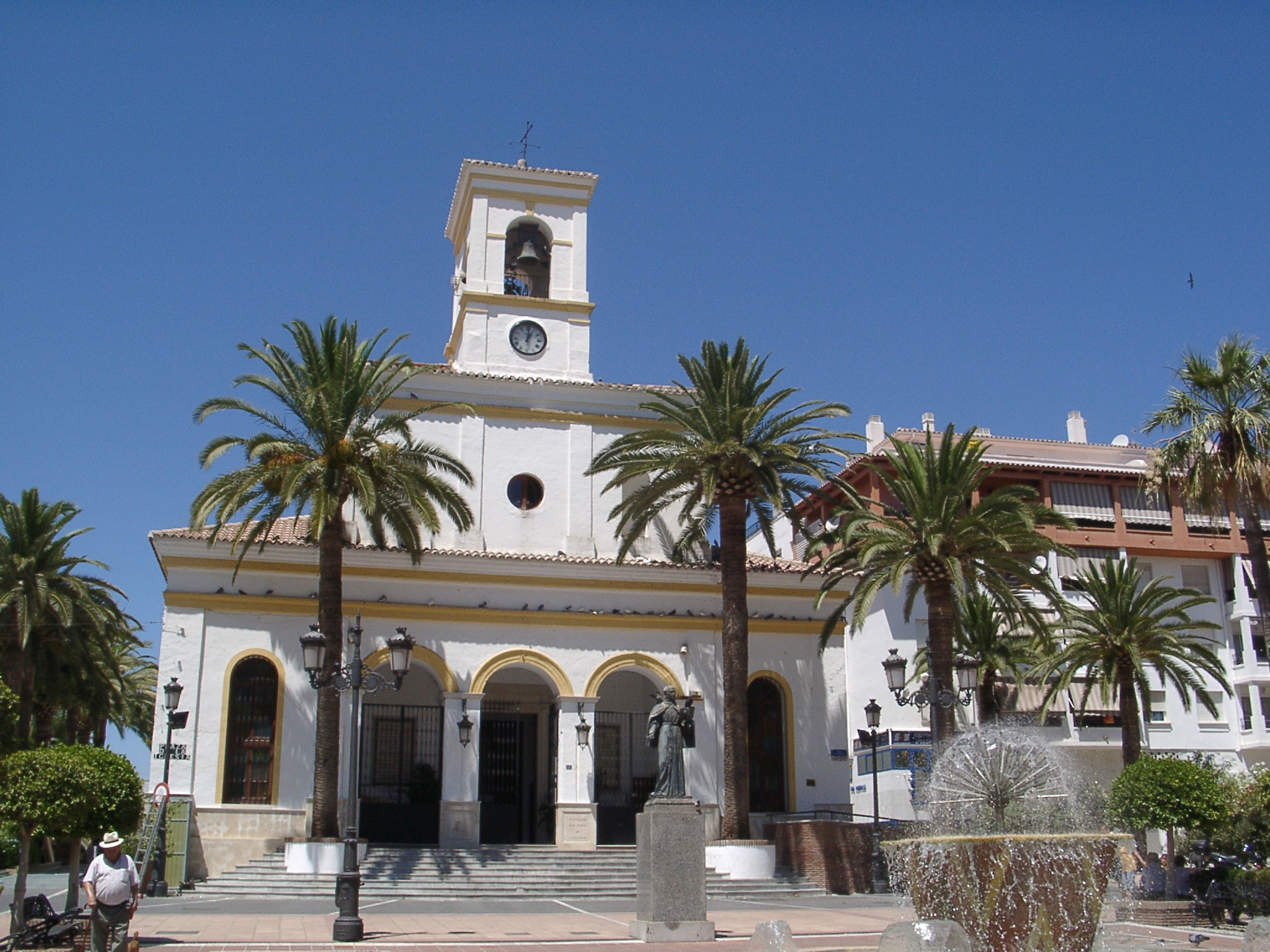
Церква Сан-Педро-де-Алькантара
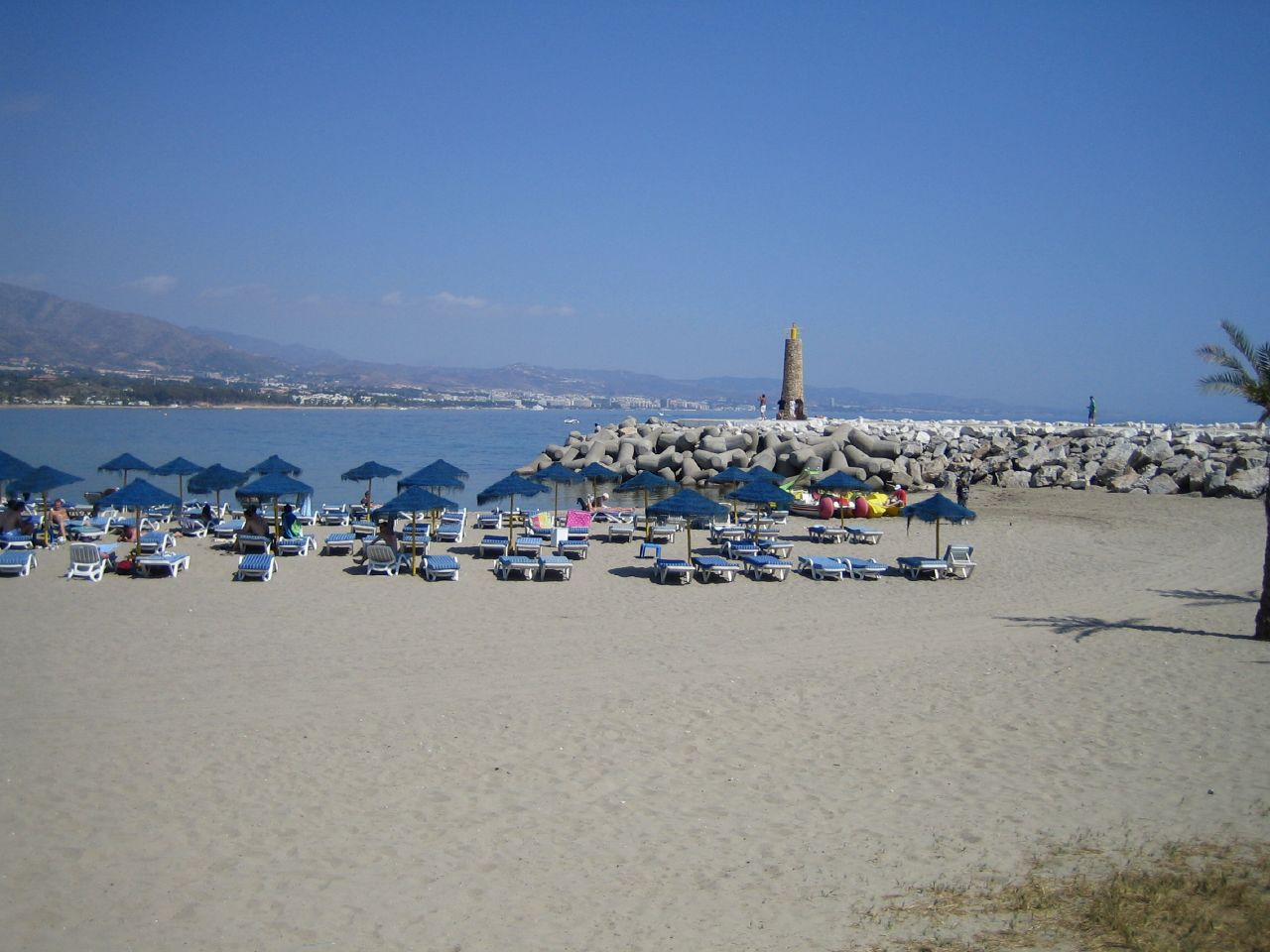
Пляж Пуерто-Банус
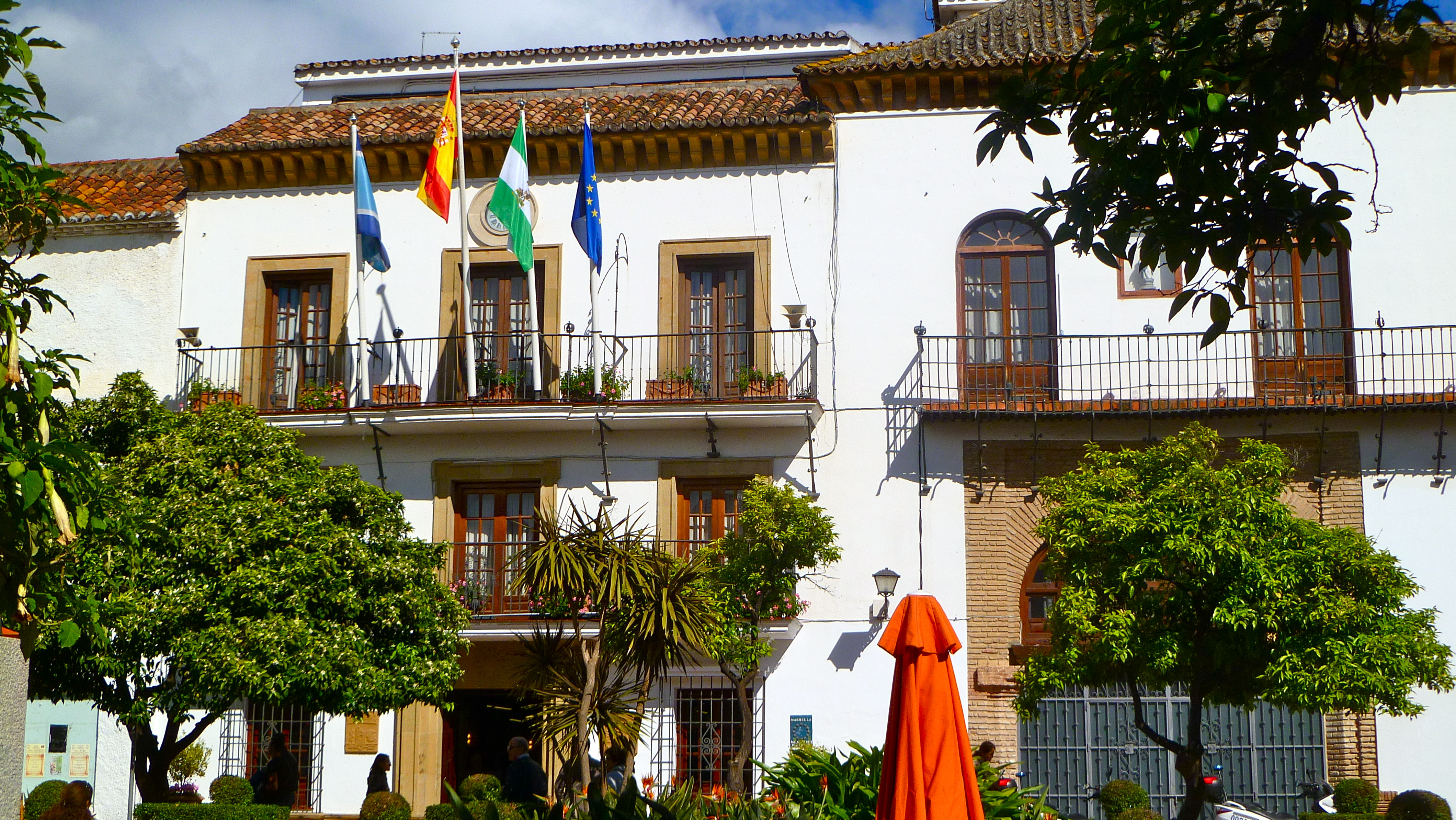
Ратуша, Пласа-де-лос-Наранхос